# Rethinking Marxism
Rethinking Marxism (Переосмислюючи марксизм) — науковий peer-review журнал (США). Видання засноване в 1988 р. Асоціацією економічного та соціального аналізу.
Метою журналу є стимулювання інтересу до марксистського економічного, культурного та соціального аналізу. У журналі публікуються роботи, присвячені вивченню праць Карла Маркса та розширення меж його досліджень.
Періодичність виходу: 4 номери на рік.